# Piloto (episodio de Avatar: la leyenda de Aang)
"Episodio Piloto": El episodio Piloto de Avatar: La leyenda de Aang, nunca salió ante el público, solo se hizo como referencia a una idea de como iba a ser la serie antes de su producción y fue remplazado por "El niño en el Iceberg", el episodio solo está disponible como extra y con audiocomentarios en: Colección Completa del Libro Uno de 6 discos.

## Sinopsis
El episodio comienza con la presentación que es común en todos los episodios, pero ésta es totalmente diferente al comienzo original, dando una idea de como sería la presentación desde otro punto de vista. 
El episodio inicia con Aang, Sokka, Kya (Katara) y Momo, volando sobre Appa y tratando de escapar del barco de Zuko. Éste aparece junto con otros 3 guerreros a su mando y les dice que hagan un ataque de fuego, en esto, todos, incluyendo Zuko, juntan sus manos para crear una gran bola de fuego, y lanzársela al equipo, la bola sobrepasa al grupo y explota en forma de fuegos artificiales, haciendo que Aang se emocione y se ría, en esto Sokka le dice que haga un plan para escapar, en lo que Aang lo afirma. Escapan del ataque y se colocan al mismo nivel del agua. En ese momento se ve una sombra y sale una serpiente marina, por lo que el equipo la logra evadir. En esto, la serpiente fija su ataque en el barco de Zuko. Todos los guerreros escapan a excepción de Zuko, quien se prepara para la batalla contra la serpiente. El grupo se oculta en una isla para pasar desapercibidos, Sokka afirma que si no escapan pronto, los perseguirá una gran flota de la Nación del Fuego. Kia intenta hacer Agua Control, pero falla por la inexperiencia que posee. En esto Aang la ayuda dándole consejos y movimientos, Sokka trata de conseguir comida para el grupo y divisa una palmera con plátanos, Aang también la ve y quiere ayudar. Sokka tira su boomerang al mismo tiempo que Aang lanza una técnica de Aire Control, lo que causa que los plátanos exploten. Sokka se enfurece y le dice que es mejor que consiga su propia comida. Kya le dice a Aang que debe de empezar a comportarse como realmente es, como el Avatar.
Mientras Sokka anda en busca de comida, se encuentra con dos Guerreros de la Nación del Fuego montados sobre sus rinocerontes. Sokka trata de escapar, pero lo capturan. Kya y Aang se encuentran sobre Appa conversando y Momo se da cuenta de algo, por lo que deciden ir a buscarlo. Aang viaja sobre su planeador y Kya viaja encima de éste, se detienen y divisan a Sokka sobre los rinocerontes. Kya decide ir a ayudarlo, y le pide a Aang que espere, pero su intento es en vano, ya que también es capturada. En eso Aang no soporta la espera y va a buscar a los chicos. Kya y Sokka son enviados a un piso subterráneo, pero de pronto parece Aang para salvarlos, y Zuko al ver al Avatar lo persigue hasta una estructura en construcción. Mientras tanto, Kya intenta hacer Agua Control con unos envases llenos de agua, por lo que entra en concentración y los logra romper, haciendo que de este modo escapen. Mientras tanto, Zuko tiene una pelea con Aang encima de la cabeza de la estatua, Zuko lo lanza, y mientras Aang cae, entra en Estado Avatar, corre por el muro horizontalmente, sube hacia donde está Zuko y lo lanza con Aire Control. En ese instante, Aang sale del estado Avatar, y al ver a Zuko cayendo va en su ayuda, lo rescata, y al ver a Kya y Sokka en peligro se dirige a salvarlos, Sokka le lanza una soga, se aferra a Aang y salen volando junto a él. Kia se agarra fuertemente de Aang, mientras que Sokka se encuentra al final de la soga con Momo.
- Datos: Q5489837